# Municipio de Bethel (condado de Armstrong)
El municipio de Bethel (en inglés: Bethel Township) es un municipio ubicado en el condado de Armstrong en el estado estadounidense de Pensilvania. En el año 2000 tenía una población de 1.290 habitantes y una densidad poblacional de 32.6 personas por km².

## Geografía
El municipio de Bethel se encuentra ubicado en las coordenadas 40°42′24″N 79°33′11″O / 40.70667, -79.55306.

## Demografía
Según la Oficina del Censo en 2000 los ingresos medios por hogar en la localidad eran de $36,087 y los ingresos medios por familia eran $41,591. Los hombres tenían unos ingresos medios de $30,980 frente a los $22,446 para las mujeres. La renta per cápita para la localidad era de $18,122. Alrededor del 7,3% de la población estaban por debajo del umbral de pobreza.